# Ketchup Suicide
Ketchup Suicide (reso graficamente come KEt.CH.UP SUI.CI.DE) è il secondo album in studio del gruppo musicale italiano Linea 77, pubblicato il 20 ottobre 2000 in Italia e il 22 gennaio dell'anno seguente in Europa dalla Earache Records.

## Tracce
Testi e musiche di Linea 77, eccetto dove indicato.
1. Potato Music Machine – 3:07
2. Ketchup Suicide – 3:56
3. Tadayuki Song – 2:55
4. McHuman Deluxe – 2:47
5. Miss It – 3:15
6. Smile – 3:02
7. You/Kimono – 3:31
8. Lo-Fi Boy – 3:30
9. Cacao – 3:44
10. Moka – 3:15
11. Walk like an Egyptian – 3:15 (Liam Sternberg) – originariamente interpretata dai The Bangles

## Formazione
Gruppo
- Emi – voce, produzione
- Nitto – voce, produzione
- Chinaski – chitarra, produzione
- Dade – basso, produzione
- Tozzo – batteria, produzione

Produzione
- Dave Chang – produzione, registrazione, missaggio, mastering